# Falsoropica orousseti
Falsoropica orousseti là một loài bọ cánh cứng trong họ Cerambycidae.